# Непокойчицкий, Витольд Станиславович
Витольд Станиславович Непокойчицкий (27 февраля 1910 года, Санкт-Петербург — 1987 год, посёлок Сясьстрой, Ленинградская область) — советский архитектор, лауреат Ленинской премии, главный архитектор проекта г. Норильска.

## Биография
Дворянин. Окончил среднюю школу (1927), художественный техникум (1931), Ленинградский институт инженеров промышленного строительства (1937).
В 1931—1937 работал в Ленинграде художником, в 1937—1939 — архитектором.
В начале 1939 года приехал в Норильск, работал в проектной организации Норильского комбината ведущим архитектором по жилищному и гражданскому строительству, руководил разработкой генерального плана застройки города.
С 1943 года — главный архитектор проекта города Норильск.
С 1955 года избирался депутатом Норильского городского совета.
В 1973 году вышел на пенсию и переехал в поселок Сясьстрой Ленинградской области.
Лауреат Ленинской премии (1966). Почётный гражданин Норильска (1975).